# 佩塞茨
48°46′22″N 27°11′38″E / 48.77278°N 27.19389°E

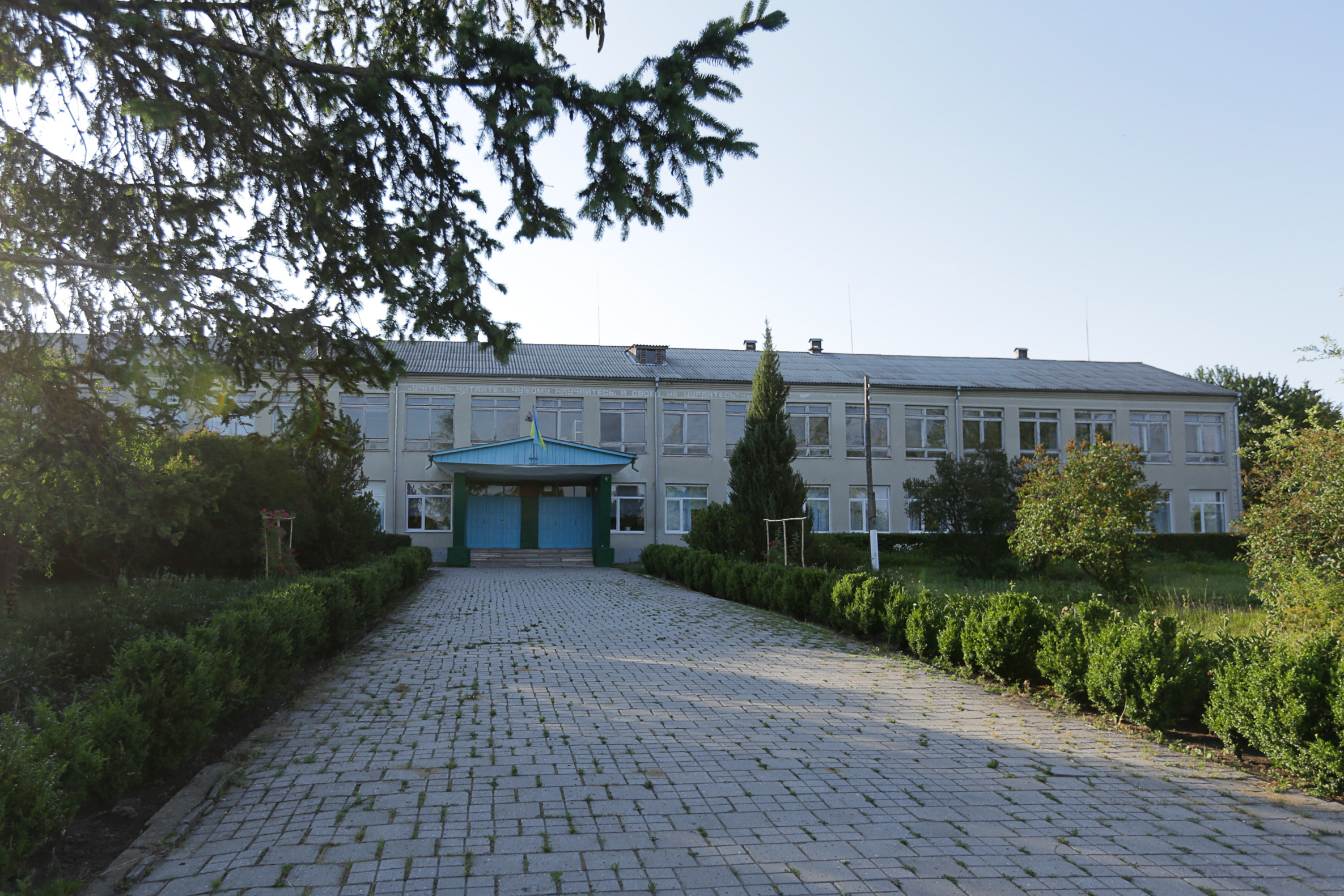
学校

佩塞茨（烏克蘭語：Песець）是位於烏克蘭西部赫梅利尼茨基州裏卡緬涅茨-波多利斯基區新乌希察市镇的村莊，處於丹尼利夫卡河畔，始建於1430年，面積2.97平方公里，海拔高度242米，2001年人口994。